# تشن جينيان
تشن جينيان (بالصينية: 陈锦燕) (من مواليد 22 يناير 1988) هي لاعبة مبارزة السلاح من الصين.
شاركت في دورة الألعاب الآسيوية 2006 في الدوحة، قطر.

## روابط خارجية
- تشن جينيان على موقع الاتحاد الدولي للمبارزة (الإنجليزية)
- تشن جينيان على موقع أوليمبيديا (الإنجليزية)